# 匹菊
匹菊（学名：Tanacetum corymbiforma）为菊科菊蒿属的植物，是中国的特有植物。分布于俄罗斯以及中国大陆的新疆自治区等地，目前已由人工引种栽培。